# Кафедральный собор Трани
Кафедральный собор Трани — римско-католический храм, посвящённый святому Николаю Пилигриму, кафедра архиепископа Трани-Барлетты-Бишелье. Малая базилика с 1960 года. Расположен на берегу Адриатического моря, обособленно от городской застройки, формируя узнаваемый силуэт города Трани, область Апулия. Яркий и необычный представитель романской архитектуры юга Италии.
Первая церковь Санта-Мария-делла-Скала на этом месте восходит к IV веку. В ней до VIII века обретались мощи святого Левкия Александрийского, епископа Бриндизи. Новый храм начал возводиться специально для мощей святого Николая Пилигрима, почившего в Трани в 1094 году, практически сразу после его канонизации 1098 года. Собор освятили в 1143 году, не дожидаясь завершения строительства, перенеся в него мощи нового святого. К концу XII века строительство было, в основном, окончено, лишь высокую колокольню поднимали до XIV века.
Собор построен из местного вулканического туфа светло-розового, почти белого, цвета, добытого в пещерах рядом с городом. Он любопытен прежде всего своей необычной формой. Абсида собора из трёх полуцилиндров пристроена непосредственно к трансепту, так что не имея пространства хора, трёхнефная базилика становится в плане не крестообразной, а практически Т-образной. Крайне необычным для столь ранней постройки является также проход под пристроенной колокольней, оформленный высокой стрельчатой аркой.
Собор состоит из двух церквей — верхней, к порталу которой ведут две симметричные пятиметровые лестницы, и нижней, состоящей из склепа святой Марии и склепа святого Николая Пилигрима (под трансептом), где обретаются его мощи. Ещё ниже сохранилась крипта святого Левкия, оставшаяся от первой церкви IV века. Шестиярусная колокольня высотой 59 метров, квадратная в плане, имеет на каждом ярусе оконные проёмы, членённые колоннами. Их ширина и количество створок увеличивается снизу вверх, что характерно для романской архитектуры.
Главный фасад собора украшен внизу глухой аркадой, а завершается тремя окнами с полуциркульным завершением и небольшой розой. Центральное окно, несколько большего размера, и роза над ним обрамлены скульптурными фигурками животных на небольших консолях. Центральная бронзовая дверь, выполненная в 1175 году Барисано да Трани, украшена тридцатью квадратными рельефами с фигурами святых и библейских сюжетами. Это копия 2012 года, оригинал же перенесён внутрь церкви.
Глухие аркады проделаны и на боковых фасадах трансепта. Здесь привлекают внимание нарядные окна верхнего яруса: с южной стороны роза, более искусная, чем на главном фасаде, а с северной — квадрифора под сильно выступающим архивольтом. Интересен богато украшенный карниз на кронштейнах, часть из которых тоже представляет собой фигурки животных.